# Thomas Cadell
Thomas Cadell, né en novembre 1742 à Bristol et mort le 27 décembre 1802 à Londres, , souvent appelé Thomas Cadell l'aîné, est un éditeur britannique réputé du XVIIIe siècle qui a publié les ouvrages de certains des écrivains les plus célèbres de son siècle.
Son fils, Thomas Cadell (1773-1836), souvent appelé Thomas Cadell le jeune, poursuit l'activité en s'associant avec William Davies sous le nom de Cadell & Davies jusqu'à la mort de Davies en 1819. Il continue son activité jusqu'à sa propre mort en 1836.

## Biographie
Thomas Cadell naît à Bristol de William et Mary Cadell et est baptisé le 12 novembre 1742. Le 7 mars 1758, le père de Cadell le met en apprentissage chez le libraire et éditeur londonien Andrew Millar pour une somme de 105 £. Il devient l'associé de Millar en avril 1765, alors qu'il vient de terminer son apprentissage de sept ans, et reprend l'affaire avec l'aide de l'assistant de Millar, Robert Lawless, à la mort de Millar en 1768. Devenu un libraire prospère, il épouse la fille du révérend Thomas Jones le 1er avril 1769 avec qui il aura deux enfants.
Thomas Cadell gère son entreprise au 141 Strand pendant plus de 25 ans, s'associant parfois avec William Strahan, député de Wootton Bassett, Wiltshire, de 1780 à 1784, et, plus tard, avec son fils, Andrew Strahan. Il publie des ouvrages d'auteurs célèbres, qu'il rémunère bien. Par exemple, Cadell et Strahan publient Histoire de la décadence et de la chute de l'Empire romain (1776-88) d'Edward Gibbon, L'homme sensible (en) (1771) d'Henry Mackenzie et la poésie de Robert Burns. Il écrit à Gibbon en 1787 : « Je préfère risquer ma fortune avec quelques auteurs tels que M. Gibbon, le Dr Robertson, D Hume ... plutôt que d'être l'éditeur d'une centaine de publications insipides ». Il publie également des œuvres du juriste William Blackstone, du philosophe David Hume, de l'auteur et critique Samuel Johnson, du philosophe et économiste Adam Smith, du romancier Tobias Smollett, de la romancière Frances Burney, de la poétesse et partisane de la Révolution française Helen Maria Williams, de l'historienne Catharine Macaulay, et de la moraliste Hannah More. Il publie également les romans de Charlotte Turner Smith jusqu'à ce que ses œuvres deviennent trop radicales, et refuse de publier Desmond ou l'Amant philanthrope en 1792.
Thomas Cadell entretient des relations étroites avec Samuel Johnson. Il fait partie du groupe de libraires qui convainc le célèbre critique d'écrire Lives of the Most Eminent English Poets (en) (1779-81). Il publie également les traités politiques de Johnson des années 1770 et, avec Strahan, son A Journey to the Western Islands of Scotland (1775). Après la mort de Johnson, il publie les Anecdotes of the Late Samuel Johnson (en) de Hester Thrale.
Thomas Cadell est apprécié des autres libraires et il participe à la création du club des libraires qui se réunit chaque mois à la taverne de Shakespeare sur Wych Street. Ensemble, ils poursuivent les imprimeurs écossais et irlandais pour violation de leurs droits d'auteur.
En janvier 1786, sa femme meurt. Sa fille épouse le docteur Charles Lucas Eldridge, aumônier de George III. Son fils, Thomas Cadell le jeune, reprend l'entreprise familiale lorsque son père prend sa retraite en 1793.
Après sa retraite, il siège au conseil d'administration de plusieurs institutions philanthropiques, comme le Foundling Hospital. En mars 1798, il est élu conseiller municipal de Walbrook et exerce les fonctions de shérif de 1800 à 1801. Il est également maître de la Stationers' Company de 1798 à 1799 et en est le magasinier en 1800.
Il meurt à son domicile de Bloomsbury, le 27 décembre 1802, d'une crise d'asthme.